# USS Ticonderoga (CV-14)
USS Ticonderoga (CV/CVA/CVS-14) là một trong số 24 tàu sân bay thuộc lớp Essex được chế tạo trong Thế Chiến II cho Hải quân Hoa Kỳ. Nó là chiếc tàu chiến thứ tư của Hải quân Mỹ mang cái tên này, được đặt theo tên của đồn Ticonderoga vốn đóng một vai trò trong Chiến tranh giành độc lập Hoa Kỳ. Ticonderoga được đưa vào hoạt động vào tháng 5 năm 1944, và đã phục vụ trong nhiều chiến dịch tại Mặt trận Thái Bình Dương, được tặng thưởng năm Ngôi sao Chiến trận. Được cho ngừng hoạt động không lâu sau khi chiến tranh kết thúc, nó được hiện đại hóa và được đưa trở lại hoạt động vào đầu những năm 1950 như một tàu sân bay tấn công CVA, và sau đó như một tàu sân bay chống tàu ngầm CVS. Nó được đưa trở lại hoạt động quá trễ để có thể tham gia vào Chiến tranh Triều Tiên, nhưng đã hoạt động rất tích cực trong Chiến tranh Việt Nam, được tặng thưởng thêm mười hai ngôi sao chiến đấu, ba lần danh hiệu Đơn vị Tuyên dương Hải quân và một danh hiệu Đơn vị Tuyên dương Anh dũng.
Ticonderoga khác biệt hơn năm chiếc tàu sân bay cùng thuộc lớp Essex trước nó với số hiệu nhỏ hơn, vì nó có thân tàu được kéo dài thêm 4,9 m (16 ft) để bố trí các khẩu pháo phòng không phía mũi tàu. Đa số các tàu sân bay thuộc cùng lớp Essex sau này được hoàn tất theo cấu hình thiết kế "thân dài" này, nên một số tác giả đã xếp chúng riêng ra thành một lớp tàu mới gọi là lớp Ticonderoga.
Ticonderoga được cho ngừng hoạt động vào năm 1973 và được bán để tháo dỡ vào năm 1975.

## Thiết kế và chế tạo
Con tàu được đặt lườn dưới tên gọi Hancock vào ngày 1 tháng 2 năm 1943 tại Newport News, Virginia bởi hãng Newport News Shipbuilding. Nó được đặt lại tên thành Ticonderoga vào ngày 1 tháng 5 năm 1943 và được hạ thủy ngày 7 tháng 2 năm 1944 dưới sự đỡ đầu bởi Cô Stephanie Sarah Pell. Nó được đưa vào hoạt động tại Xưởng hải quân Norfolk vào ngày 8 tháng 5 năm 1944 dưới sự chỉ huy của Hạm trưởng, Đại tá Hải quân Dixie Kiefer.

## Lịch sử hoạt động

### Chạy thử và huấn luyện
Ticonderoga ở lại Norfolk gần hai tháng để được trang bị và phối thuộc Liên đội Không lực 80. Vào ngày 26 tháng 6, chiếc tàu sân bay thực hiện chuyến đi đến quần đảo Tây Ấn. Nó thực hiện các hoạt động huấn luyện và không quaân trên đường đi, và đi đến Port of Spain, Trinidad vào ngày 30 tháng 6. Trong vòng 15 ngày tiếp theo sau, Ticonderoga tiến hành huấn luyện một cách khẩn trương nhằm đưa thủy thủ đoàn và lực lượng không quân của nó trở thành một đội hình hiệu quả trong thời chiến. Nó rời West Indies ngày 16 tháng 7 để quay trở về Norfolk, và đến nơi ngày 22 tháng 7 nơi nó thực hiện các sửa chữa sau khi chạy thử máy cùng các thay đổi khác. Vào ngày 30 tháng 8, chiếc tàu sân bay lên đường hướng đến Panama. Nó vượt qua kênh đào Panama ngày 4 tháng 9 và vào ngày hôm sau di chuyển dọc theo bờ biển để hướng đến San Diego. Vào ngày 13 tháng 9 nó thả neo tại San Diego, nơi nó được cung cấp tiếp liệu, nhiên liệu, xăng máy bay cùng 77 máy bay bổ sung, cũng như là các đơn vị và máy bay Thủy quân Lục chiến cùng đi với nó. Vào ngày 19 tháng 9 nó khởi hành hướng về phía quần đảo Hawaii và đến nơi năm ngày sau đó.
Ticonderoga ở lại Trân Châu Cảng gần một tháng. Chiếc tàu sân bay cùng với chiếc Carina (AK-74) tiến hành các thử nghiệm đang được thực hiện nhằm chuyển bom máy bay từ tàu chở hàng sang tàu sân bay. Sau các thử nghiệm này, nó tiến hành các hoạt động cất và hạ cánh vào ban đêm, thực hành tác xạ súng phòng không, cho đến ngày 18 tháng 10, khi nó rời Trân Châu Cảng hướng về phía Tây Thái Bình Dương. Sau một chặng dừng ngắn ngủi tại Eniwetok, Ticonderoga đi đến đảo san hô Ulithi về phía tây quân đảo Caroline vào ngày 29 tháng 10. Tại đây nó gia nhập Đội Tàu sân bay 6 dưới quyền chỉ huy của Chuẩn Đô đốc Arthur W. Radford và được phối thuộc vào Lực lượng Đặc nhiệm 38 như một đơn vị của đội Đặc nhiệm 38.3 của Chuẩn Đô đốc Frederick C. Sherman.

### Chiến dịch Philippine
Chiếc tàu sân bay rời Ulithi cùng Lực lượng Đặc nhiệm 38 vào ngày 2 tháng 11 năm 1944. Nó gia nhập cùng các tàu sân bay khác khi chúng tiếp nối các cuộc hỗ trợ trên không cho lực lượng trên bộ chiếm đóng Leyte. Nó tung ra cuộc không kích đầu tiên vào buổi sáng ngày 5 tháng 11, và trong hai ngày sau đó máy bay của nó đã bắn phá các tàu bè gần Luzon và các căn cứ không quân trên đảo. Máy bay của nó đã ném bom và bắn phá các sân bay ở Zablan, Mandaluyong và Pasig. Nó cũng tham gia cùng các tàu sân bay khác trong việc đánh đắm chiếc tàu tuần dương hạng nặng Nachi. Thêm vào đó, phi công của chiếc Ticonderoga còn bắn rơi được sáu máy bay Nhật và phá hủy một chiếc trên mặt đất, cũng như làm hư hại 23 chiếc khác.
Vào khoảng 16 giờ 00 ngày 5 tháng 11, đối phương trả đũa bằng cách tung ra một tốp đông máy bay cảm tử kamikaze. Hai chiếc máy bay tự sát đã vượt qua được vòng đai tuần tra chiến đấu trên không (CAP) của máy bay tiêm kích và hỏa lực pháo phòng không để đâm vào chiếc Lexington (CV-16). Ticonderoga thoát ra khỏi đợt tấn công này mà không bị thiệt hại gì mà còn bắn rơi được hai máy bay đối phương. Sang ngày 6 tháng 11, chiếc tàu sân bay tung ra hai đợt máy bay tiêm kích càn quét và hai đợt ném bom vào các sân bay tại Luzon cùng tàu bè ở khu vực lân cận. Phi công của nó đã phá hủy được 35 máy bay Nhật và tấn công sáu tàu đối phương trong vịnh Manila. Sau khi thu hồi máy bay, con tàu sân bay rút lui về hướng đông để được tiếp nhiên liệu.
Trong ngày 7 tháng 11, nó được tiếp nhiên liệu và nhận được số máy bay thay thế cho số bị mất trong chiến đấu, rồi quay trở lại tấn công các lực lượng đối phương tại Philippines. Sáng sớm ngày 11 tháng 11, máy bay của nó kết hợp cùng số máy bay của Lực lượng Đặc nhiệm 38 tấn công một đoàn tàu vận tải tăng cường Nhật Bản khi chúng chuẩn bị đi vào vịnh Ormoc từ biển Camotes. Các máy bay đã cùng nhau tiêu diệt được toàn bộ số tàu hàng và bốn trong số bảy chiếc tàu khu trục hộ tống. Trong các ngày 12 và 13 tháng 11, Ticonderoga cùng các tàu sân bay chị em với nó tung ra các đợt không kích vào các sân bay tại Luzon và các tàu bè và bến tàu chung quanh Manila. Kết quả mang lại rất đáng kể: tàu tuần dương hạng nhẹ Kiso, bốn tàu khu trục và bảy tàu buôn. Sau khi kết thúc đợt không kích, Lực lượng Đặc nhiệm 38 rút lui về phía Đông cho một đợt nghỉ ngơi và tiếp nhiên liệu. Tuy nhiên, Ticonderoga và phần còn lại của Đội đặc nhiệm 38.3 tiếp tục di chuyển theo hướng Đông, đi đến Ulithi ngày 17 tháng 11 nơi chúng được tiếp liệu và tái trang bị vũ khí.
Vào ngày 22 tháng 11, chiếc tàu sân bay rời Ulithi hướng về Philippines một lần nữa. Ba ngày sau, nó tung ra các đợt không kích vào miền trung Luzon và các vùng biển lân cận. Phi công của nó đã kết liễu chiếc tàu tuần dương hạng nặng Kumano, vốn đã bị hư hại trong trận chiến ngoài khơi Samar. Sau đó, họ tấn công một đoàn tàu vận tải cách vị trí chiếc Kumano bị đánh đắm khoảng 24 km (15 dặm) về phía Tây Nam vịnh Dasol. Trong đoàn tàu vận tải này, tàu tuần dương Yasoshima, một tàu buôn và ba tàu đổ bộ bị đánh chìm. Máy bay của Ticonderoga kết thúc một ngày chiến đấu bằng một đợt tấn công bắn rơi được 15 máy bay Nhật cùng 11 chiếc khác bị phá hủy trên mặt đất.
Trong khi máy bay của nó bận bịu với các mục tiêu Nhật Bản trên bờ, sự hiện diện của Ticonderoga cùng các tàu sân bay khác đã bị đối phương chú ý. Ngay sau giữa trưa, một quả ngư lôi phóng ra bởi máy bay đối phương rẽ sóng hướng đến chiếc tàu sân bay hạng nhẹ Langley (CVL-27), báo hiệu cho một đợt không kích đang đến gần. Xạ thủ trên chiếc Ticonderoga nhào đến các vị trí chiến đấu khi máy bay đối phương tung ra các đợt tấn công cả vừa cảm tử lẫn theo cách thông thường. Tàu sân bay chị em Essex (CV-9) ngập trong lửa khi một trong các máy bay tấn công cảm tử kamikaze đâm trúng nó. Khi một máy bay tự sát thứ hai tìm cách kết liễu con tàu sân bay, xạ thủ trên Ticonderoga cùng các tàu khác đã cắt đường đường bay của nó. Chiều hôm đó, trong khi các đội cứu hộ còn đang ra sức khắc phục các hư hỏng của chiếc Essex, Ticonderoga tiếp đón các máy bay của con tàu sân bay bị hỏng cũng như của chiếc tàu sân bay Intrepid (CV-11) vốn lâm vào hoàn cảnh tương tự. Ngày hôm sau, Lực lượng Đặc nhiệm 38 rút lui về hướng Đông.
Lực lượng Đặc nhiệm 38 rời Ulithi ngày 11 tháng 12 hướng về phía Philippines. Ticonderoga đi đến điểm xuất phát tấn công vào đầu buổi chiều ngày 13 và tung máy bay của nó ra tấn công các sân bay trên đảo Luzon trong khi máy bay của Lục quân đảm trách phần việc này tại miền Trung Philippines. Trong ba ngày, phi công của Ticonderoga đã tàn phá các sân bay đối phương. Nó rút lui vào ngày 16 cùng với Lực lượng Đặc nhiệm 38 để được tiếp nhiên liệu. Trong khi đang tìm một vùng biển lặng để thực hiện tiếp liệu, Lực lượng Đặc nhiệm 38 đi ngay vào một cơn bão dữ dội mà không được báo trước. Điều này đã khiến cho lực lượng của Đô đốc Halsey bị mất ba tàu khu trục cùng hơn 800 nhân mạng và 146 máy bay, tuy nhiên Ticonderoga và các tàu sân bay khác đã thoát ra được với thiệt hại tối thiểu. Sau đó, Ticonderoga quay về Ulithi vào dịp lễ Giáng sinh.
Việc sửa chữa các hư hỏng gây ra bởi cơn bão đã giữ chân Lực lượng Đặc nhiệm 38 ở lại cảng cho đến tận cuối tháng. Những con tàu sân bay chỉ trở ra biển vào ngày 30 tháng 12 năm 1944 hướng về phía Bắc đến Đài Loan, và đến Luzon nhằm chuẩn bị cho cuộc đổ bộ lên vịnh Lingayen. Thời tiết xấu đã giới hạn các cuộc tấn công lên Đài Loan trong những ngày 3 và 4 tháng 1 năm 1945. Các tàu chiến được tiếp nhiên liệu vào ngày 5 tháng 1; và cho dù thời tiết tiếp tục không thuận lợi trong ngày 6 tháng 1, việc tấn công các sân bay trên đảo Luzon vẫn được thực hiện. Trong ngày hôm đó, phi công của Ticonderoga cùng các lực lượng khác đã nâng chiến công của họ thêm 32 máy bay đối phương. Ngày 7 tháng 1 được tiếp nối bởi nhiều cuộc tấn công vào các cơ sở trên đảo Luzon. Sau một cuộc hẹn để tiếp nhiên liệu vào ngày 8 tháng 1, Ticonderoga di chuyển lên hướng Bắc vào ban đêm đến một vị trí khống chế các sân bay Nhật trên quần đảo Ryūkyū trong quá trình cuộc tấn công Lingayen sáng hôm sau. Tuy nhiên do thời tiết xấu, vận rủi của Lực lượng Đặc nhiệm 38 trong suốt mùa Đông 1944 và 1945, đã buộc Đội đặc nhiệm 38.3 phải từ bỏ cuộc tấn công lên các sân bay tại Ryūkyū để hợp cùng Đội đặc nhiệm 38.2 gây áp lực lên Đài Loan.

### Biển Đông
Trong đêm 9 rạng sáng ngày 10 tháng 1, Lực lượng Đặc nhiệm 38 di chuyển ngang qua eo biển Luzon rồi hướng về phía Tây Nam, đi chéo qua Biển Đông. Ticonderoga thực hiện việc tuần tra chiến đấu trên không trong ngày 11 và đã giúp bắn rơi bốn máy bay đối phương dự định xâm nhập vào đội hình. Các tàu sân bay cùng các tàu hộ tống đã đi đến một địa điểm cách bờ biển Đông Dương thuộc Pháp khoảng 250 đến 350 km (150 đến 200 dặm). Tại đây, trong ngày 12, Lực lượng Đặc nhiệm 38 tung ra khoảng 850 máy bay để thực hiện một loạt các cuộc tấn công vào tàu bè đối phương, trong đó họ đã đánh chìm được 44 tàu với tổng tải trọng trên 130.000 tấn.
Sau khi thu hồi máy bay vào cuối buổi chiều, các con tàu sân bay di chuyển về hướng Đông Bắc. Thời tiết xấu đã gây trở ngại cho việc tiếp liệu trong các ngày 13 và 14 tháng 1, trong khi việc trinh sát đã không tìm thấy một mục tiêu giá trị. Vào ngày 15 tháng 1, máy bay tiêm kích đã càn quét các sân bay Nhật dọc theo bờ biển phía Nam Trung Quốc trong khi các tàu sân bay hướng đến một vị trí để tấn công Hong Kong. Sáng hôm sau, chúng tung ra các phi vụ ném bom xuống các tàu bè và càn quét các sân bay bằng máy bay tiêm kích. Điều kiện thời tiết không cho phép hoạt động không quân trong ngày 17 tháng 1 và làm cho công việc tiếp nhiên liệu trở nên khó khăn. Nó càng trở nên tệ hại hơn trong ngày hôm sau khiến mọi việc tiếp liệu bị đình trệ và không thể hoàn tất cho đến hết ngày 19 tháng 1. Sau đó Lực lượng Đặc nhiệm di chuyển về hướng Bắc và vượt qua Luzon thông qua eo biển Balintang.

### Các hòn đảo Nam Nhật Bản
Ba đội tàu của Lực lượng Đặc nhiệm 38 hoàn tất việc tiếp liệu trong đêm 20 và 21 tháng 1 năm 1945. Sáng hôm sau, máy bay của chúng tấn công các sân bay tại Đài Loan, quần đảo Bành Hồ và Sakishima Gunto. Thời tiết tốt mang lại cả điều lành và tin dữ. Trong khi nó cho phép các phi công Mỹ tiến hành các đợt không kích suốt ngày, nó cũng cho phép quân Nhật thực hiện các phi vụ cảm tử kamikaze.
Ngay sau giữa trưa, một máy bay Nhật một động cơ đã đánh trúng chiếc Langley (CVL-27) bằng một cú ném bom bổ nhào. Vài giây sau, một máy bay kamikaze ló ra khỏi mây và bổ nhào đến chiếc Ticonderoga. Nó đâm xuyên qua sàn đáp ngang với khẩu đội pháo 127 mm (5 inch) số 2, và quả bom của nó phát nổ ngay trên sàn chứa máy bay. Nhiều chiếc máy bay đang đậu gần đó bốc cháy. Sự chết chóc và phá hủy phát sinh khắp nơi, nhưng thủy thủ đoàn đã chiến đấu một cách dũng cảm để cứu con tàu đang lâm nguy, trong khi hạm trưởng Kiefer đã cơ động con tàu một cách rất thông minh. Trước tiên, ông thay đổi hướng đi của con tàu để hướng gió không làm lan thêm các đám cháy. Sau đó, ông ra lệnh cho làm ngập các hầm đạn và các ngăn khác bên dưới để ngăn ngừa các vụ nổ phát sinh thêm và để điều chỉnh lại độ nghiêng 10o qua mạn phải. Cuối cùng, ông ra lệnh cho các toán cứu hộ tiếp tục làm ngập thêm các ngăn bên mạn trái chiếc Ticonderoga. Hành động này đã khiến con tàu nghiêng 10o về mạn trái giúp dịu bớt đám cháy trên sàn đáp. Các toán cứu hỏa cùng kỹ thuật đã hoàn tất công việc khi dập các ngọn lửa và vứt bỏ các máy bay cháy bị hỏng nặng.
Con thú bị thương thường thu hút các kẻ săn mồi, và Ticonderoga cũng không phải là ngoại lệ. Những chiếc máy bay kamikaze khác bổ nhào đến nó như một bầy cá mập nhận ra mùi máu. Các xạ thủ pháo phòng không đã liều mình chống trả một cách bài bản và quyết liệt, bắn hạ được ba trong số những kẻ tấn công. Nhưng một chiếc máy bay thứ tư cũng vượt qua được hàng rào phòng thủ và đâm xuống mạn phải chiếc tàu sân bay gần đảo cấu trúc thượng tầng. Quả bom của nó phát nổ khiến thêm nhiều máy bay bốc cháy, gây thủng sàn đáp, và giết chết hay làm bị thương thêm khoảng 100 người nữa, đại tá Kiefer là một trong số những người bị thương. Nhưng thủy thủ đoàn của chiếc Ticonderoga không dễ dàng chịu buông xuôi; và sau khi tránh được các đợt tấn công khác, họ dập tắt hoàn toàn các đám cháy chỉ sau 14 giờ 00 không lâu; và con tàu sân bay bị thương được cho rút lui.

### Sửa chữa và tái hoạt động
Con tàu hư hỏng về đến Ulithi ngày 24 tháng 1 năm 1945, nhưng chỉ dừng lại đủ lâu để chuyển những người bị thương lên tàu bệnh viện Samaritan (AH-10), chuyển liên đội máy bay của nó sang chiếc Hancock (CV-19), và nhận lên tàu các hành khách cần quay về Hoa Kỳ. Ticonderoga rời vũng biển san hô Ulithi vào ngày 28 tháng 1 hướng về phía bờ Tây. Nó dừng lại Trân Châu Cảng một thời gian ngắn rồi thẳng hướng đến Xưởng hải quân Puget Sound, Bremerton, Washington, đến nơi vào ngày 15 tháng 2.
Việc sửa chữa hoàn tất vào ngày 20 tháng 4 năm 1945, và nó rời Puget Sound ngày hôm sau hướng đến Căn cứ Hải quân Alameda. Sau khi nhận lên tàu máy bay và hành khách đi đến Hawaii, chiếc tàu sân bay hướng đến Trân Châu Cảng, nơi nó cập bến vào ngày 1 tháng 5. Ngày hôm sau, Liên đội máy bay 87 lên tàu, và trong tuần lễ tiếp theo sau họ tiến hành huấn luyện chuẩn bị cho con tàu quay trở lại chiến đấu. Ticonderoga rời Trân Châu Cảng, và đang khi trên đường đến Ulithi, nó tung máy bay của nó ra cho một đợt không kích mang tính thực hành lên đảo Taroa tại quần đảo Marshall lúc này còn do quân Nhật chiếm giữ. Vào ngày 22 tháng 5, chiếc tàu sân bay đi đến Ulithi và gia nhập lực lượng tàu sân bay nhanh như một thành phần của Đội Đặc nhiệm 58.4 dưới quyền chỉ huy của Chuẩn Đô đốc Radford.

### Chuẩn bị cho chiến dịch Nhật Bản
Hai ngày sau khi đến Ulithi, Ticonderoga rời đảo san hô cùng Lực lượng Đặc nhiệm 58 hướng lên phía Bắc, trải qua những tuần lễ cuối cùng của cuộc chiến tranh tại vùng biển nội địa Nhật Bản. Ba ngày sau, Đô đốc Halsey thay thế Đô đốc Raymond Spruance và Đệ Ngũ hạm đội quay trở lại thành Đệ Tam hạm đội, trong khi Lực lượng Đặc nhiệm 58 đổi tên thành 38. Trong các ngày 2 và 3 tháng 6 năm 1945, máy bay của Ticonderoga tấn công các sân bay trên đảo Kyūshū trong một nỗ lực vô hiệu hóa phần còn lại của lực lượng không quân Nhật Bản, đặc biệt là các không đoản cảm tử Kamikaze, và để giảm bớt áp lực cho lực lượng Mỹ tại Okinawa. Trong hai ngày tiếp theo sau, Ticonderoga vượt qua được một cơn bão thứ hai mà nó gặp phải trong vòng sáu tháng mà hầu như không bị thiệt hại. Nó giúp hỗ trợ tuần tra chiến đấu trên không trong khi được tiếp nhiên liệu vào ngày 6 tháng 6, và bốn máy bay tiêm kích của nó đã đánh chặn và tiêu diệt ba chiếc máy bay Kamikaze xuất phát từ Okinawa. Chiều tối hôm đó, nó di chuyển tốc độ cao cùng Đội đặc nhiệm 38.4 để càn quét các sân bay phía Nam đảo Kyūshū trong ngày 8 tháng 6. Sau đó máy bay của Ticonderoga cùng tham gia ném bom xuống Minami Daito và Kita Daito trước khi chiếc tàu sân bay quay về Leyte, và nó về đến nơi vào ngày 13 tháng 6.
Trong hai tuần nghỉ ngơi và tiếp liệu mà nó được hưởng tại Leyte, Ticonderoga được điều chuyển từ Đội đặc nhiệm 38.4 sang Đội đặc nhiệm 38.3 dưới quyền chỉ huy của Chuẩn Đô đốc Gerald F. Bogan. Vào ngày 1 tháng 7 năm 1945, nó cùng Lực lượng Đặc nhiệm 38 rời Leyte hướng lên phía Bắc tiếp tục nhiệm vụ không kích Nhật Bản. Hai ngày sau, một bộ hộp số giảm tốc bị hỏng buộc nó phải ghé về cảng Apra tại Guam để sửa chữa. Nó ở lại đó cho đến tận ngày 19 tháng 7, khi nó lên đường gia nhập lại Lực lượng Đặc nhiệm 38. Vào ngày 24 tháng 7, máy bay của nó hợp cùng các tàu sân bay nhanh khác tấn công các tàu bè trong vùng biển nội địa Nhật Bản cùng các sân bay tại Nagoya, Osaka và Miko.
Trong các cuộc không kích này, máy bay của Lực lượng Đặc nhiệm 38 đã tìm thấy những gì còn sót lại của Hạm đội Liên hợp Nhật Bản một thời lừng lẩy và đã tiêu diệt các thiết giáp hạm Ise, Hyūga và Haruna cũng như tàu sân bay hộ tống Kaiyo cùng hai tàu tuần dương hạng nặng. Vào ngày 28 tháng 7, máy bay của nó chuyển hướng các nỗ lực sang căn cứ hải quân Kure, nơi họ đánh hỏng một tàu sân bay, ba tàu tuần dương, một tàu khu trục và một tàu ngầm. Nó lại chuyển hướng tấn công vào khu vực công nghiệp tại trung tâm đảo Honshū vào ngày 30 tháng 7, sau đó nhắm vào phía Bắc đảo Honshū và đảo Hokkaidō trong các ngày 9 và 10 tháng 8. Cuộc tấn công sau tàn phá khu vực dành cho kế hoạch không kích tự sát vào căn cứ của lực lượng B-29 đặt trên quần đảo Mariana. Trong các ngày 13 và 14 tháng 8, máy bay của nó quay trở lại khu vực Tokyo thực hiện một đợt tấn công phá hủy những cơ sở vật chất còn lại.
Sáng ngày 16 tháng 8, Ticonderoga tung ra một đợt không kích khác nhắm vào Tokyo. Trong quá trình trận đánh hoặc ngay sau đó, tin tức đến được Lực lượng Đặc nhiệm 38 là Nhật Bản đã chấp nhận đầu hàng. Cú sốc hòa bình, cho dù không quá bất ngờ như khi chiến tranh bắt đầu bốn năm trước đó, cũng khiến một số người mất một thời gian để làm quen. Ticonderoga cùng các tàu chị em với nó vẫn duy trì chế độ thường trực chiến đấu, tiếp tục thực hiện các chuyến bay tuần tra bên trên lãnh thổ Nhật Bản và tung ra các chuyến bay trinh sát để tìm các trại tập trung tù binh chiến tranh Đồng Minh nhằm cấp tốc thả dù tiếp liệu cho họ. Ngày 6 tháng 9, bốn ngày sau khi diễn ra lễ ký kết chính thức Văn bản Đầu hàng không điều kiện trên chiếc Missouri (BB-63), Ticonderoga tiến vào vịnh Tokyo.

### Các hoạt động sau chiến tranh
Việc đi đến Tokyo kết thúc một giai đoạn phục vụ và mở ra một giai đoạn mới. Ticonderoga nhận lên tàu những hành khách quay trở về nhà và ra khơi trở lại vào ngày 20 tháng 9 năm 1945. Sau một chặng dừng tại Trân Châu Cảng, chiếc tàu sân bay về đến Alameda, California vào ngày 5 tháng 10. Nó đưa khỏi tàu hành khách và hàng hóa trước khi ra khơi trở lại vào ngày 9 tháng 10 để đón một nhóm cựu chiến binh khác. Ticonderoga đã đưa hơn một ngàn binh sĩ và thủy thủ về Tacoma, Washington, và ở lại đó cho đến ngày 28 tháng 10 để kỷ niệm Ngày Hải quân. Ngày 29 tháng 10, chiếc tàu sân bay rời Tacoma quay trở lại Alameda. Trên đường đi, tất cả máy bay của Phi đoàn 87 được chuyển lên bờ để chiếc tàu chiến có thể cải biến cho có thêm chỗ trống chuyên chở hành khách trong những chuyến đi Magic Carpet (chiếc thảm thần) sắp đến.
Sau khi hoàn tất các cải biến tại xưởng hải quân Trân Châu Cảng vào tháng 11, chiếc tàu chiến hướng đến Philippines và đi đến Samar ngày 20 tháng 11. Nó quay về Alameda ngày 6 tháng 12 cùng với gần 4.000 cựu chiến binh quay trở về nhà. Chiếc tàu sân bay còn tiếp tục thực hiện những chuyến đi Magic Carpet tương tự trong tháng 12 năm 194 và tháng 1 năm 1946 trước khi vào xưởng hải quân Puget Sound thực hiện các chuẩn bị để ngưng hoạt động. Gần một năm sau, vào ngày 9 tháng 1 năm 1947, Ticonderoga được cho xuất biên chế và được đưa về hải đội Bremerton thuộc Hạm đội Dự bị Thái Bình Dương.

### Tái bố trí tại Đại Tây Dương
Ngày 31 tháng 1 năm 1952, Ticonderoga được rút ra khỏi lực lượng dự bị và được chuyển từ Bremerton sang New York. Nó rời Puget Sound ngày 27 tháng 2 và đi đến New York vào ngày 1 tháng 4. Ba ngày sau, nó vào xưởng hải quân New York bắt đầu thực hiện đợt cải biến sâu rộng SBC-27C. Trong 29 tháng tiếp theo sau đó, chiếc tàu sân bay được cải biến nhiều điểm: máy phóng hơi nước để có thể phóng máy bay phản lực, lưới ngăn bằng nylon mới, một thang nâng bên cạnh sàn đáp cùng những thiết bị điện tử và kiểm soát hỏa lực mới nhất, cho phép nó trở thành một thành phần thiết yếu trong hạm đội. Ngày 11 tháng 9 năm 1954, Ticonderoga được cho nhập biên chế trở lại tại New York dưới quyền chỉ huy của Đại tá Hải quân William A. Schoech.
Đến tháng 1 năm 1955, chiếc tàu sân bay chuyển về cảng nhà mới là Norfolk, Virginia, và nó đến nơi vào ngày 6 tháng 1. Trong tháng tiếp theo sau, nó thực hiện chuẩn nhận hoạt động tàu sân bay cho Phi đoàn 6 tại khu vực hoạt động Virginia Capes. Vào ngày 3 tháng 2, nó rời Hampton Roads thực hiện chuyến đi thử máy đến gần Cuba, rồi sau đó quay trở về New York ngang qua Norfolk để thực hiện các thay đổi bổ sung. Trong suốt mùa Hè tiếp theo sau, chiếc tàu chiến tiếp tục thực hiện chuẩn nhận hoạt động tàu sân bay tại khu vực Virginia Capes.
Sau một lượt viếng thăm Philadelphia vào đầu tháng 9, Ticonderoga tham gia các cuộc thử nghiệm ba kiểu máy bay mới A4D-1 Skyhawk, F4D-1 Skyray và F3H-2N Demon. Sau đó chiếc tàu sân bay quay trở lại các công việc thường xuyên dọc theo bờ Đông Hoa Kỳ cho đến ngày 4 tháng 11 khi nó rời Mayport, Florida hướng đến châu Âu. Nó thay phiên cho chiếc Intrepid (CV-11) tại Gibraltar mười ngày sau đó, và tiến hành tuần tra dọc theo suốt chiều dài Địa Trung Hải trong tám tháng tiếp theo sau. Ngày 2 tháng 8 năm 1956, Ticonderoga quay trở về Norfolk và vào xưởng tàu để được cải biến sàn đáp thành kiểu chéo góc và một mũi tàu kín chống bão như một phần của chương trình nâng cấp SBC-125.

### Hoạt động tại Thái Bình Dương
Các công việc cải biến được hoàn tất vào đầu năm 1957, và đến tháng 4 năm đó, Ticonderoga di chuyển đến cảng nhà mới ở Alameda, California. Nó đến nơi ngày 30 tháng 5, trải qua một đợt sửa chữa, rồi tiến hành các hoạt động thường xuyên ngoài khơi bờ biển California trong cả mùa Hè. Vào ngày 16 tháng 9, chiếc tàu sân bay rời vịnh San Francisco lên đường sang Viễn Đông. Trên đường đi, nó ghé Trân Châu Cảng trước khi tiếp tục hành trình đến Yokosuka Nhật Bản, và nó đến nơi vào ngày 15 tháng 10. Trong sáu tháng, chiếc tàu chiến tuần tra trong các vùng biển Viễn Đông từ Nhật Bản phía Bắc đến tận Philippines ở phía Nam. Nó quay về Alameda ngày 25 tháng 4 năm 1958, kết thúc lượt phục vụ đầu tiên tại Tây Thái Bình Dương kể từ khi tái hoạt động.
Từ năm 1958 đến năm 1963, Ticonderoga còn thực hiện thêm bốn lượt phục vụ tại khu vực Tây Thái Bình Dương; và trong các dịp đó nó thực hiện các chiến dịch huấn luyện cùng các đơn vị khác của Đệ Thất hạm đội cũng như thực hiện các chuyến viếng thăm hữu nghị đến các cảng suốt khu vực Đông Á. Đầu năm 1964, nó thực hiện những công việc chuẩn bị cần thiết cho lượt phục vụ thứ sáu đến Tây Thái Bình Dương; và sau khi hoàn tất các buổi thao diễn ngoài khơi Bờ Tây và tại vùng biển Hawaii, chiếc tàu sân bay rời Trân Châu Cảng ngày 4 tháng 5 năm 1964 cho một lượt phục vụ an bình khác tại Viễn Đông. Ba tháng đầu tiên của chuyến đi này diễn ra bình thường với những buổi thực hành và viếng thăm các cảng như thường lệ.

### Các hoạt động ban đầu tại Việt Nam
Nhịp sống êm ả của nó bị cắt đứt vào ngày 2 tháng 8 năm 1964. Trong khi hoạt động do thám trong vùng biển vịnh Bắc Bộ, tàu khu trục Maddox (DD-731) báo cáo bị các tàu phóng lôi của Hải quân Nhân dân Việt Nam tấn công. Trong vòng vài phút sau khi nhận được tin tức, Ticonderoga gửi đến hiện trường bốn máy bay F8E Crusader trang bị rocket để hỗ trợ cho chiếc tàu khu trục. Khi đến nơi, những chiếc Crusader đã phóng rocket Zuni và càn quét những con tàu của Việt Nam Dân chủ Cộng hòa bằng các khẩu pháo 20 mm. Phi công của Ticonderoga phối hợp cùng các xạ thủ trên chiếc Maddox đã đánh lui cuộc tấn công, để lại một tàu phóng lôi chết đứng giữa biển và làm hư hại hai chiếc khác.
Hai ngày sau, lúc chiều tối ngày 4 tháng 8, Ticonderoga nhận được những yêu cầu hỗ trợ trên không khẩn cấp từ tàu khu trục Turner Joy (DD-951), lúc đó đang tuần tra cùng với chiếc Maddox, nhằm kháng cự lại cái mà họ cho là một cuộc đột kích khác bởi tàu phóng lôi Việt Nam. Chiếc tàu sân bay lại tung ra những máy bay đến hỗ trợ cho con tàu khu trục, và Turner Joy đã hướng dẫn cho chúng nhắm đến mục tiêu. Lực lượng phối hợp với nhau trong cuộc đụng độ, và tin là đã đánh chìm hai tàu đối phương và làm hư hại hai chiếc khác.
Tổng thống Lyndon Johnson đã phản ứng lại cái mà vào lúc đó ông cho là hai cuộc tấn công không bị khiêu khích trước vào lực lượng hải quân Mỹ, và đã ra lệnh tiến hành các cuộc không kích trả đũa vào các căn cứ tàu phóng lôi của Việt Nam Dân chủ Cộng hòa. Vào ngày 5 tháng 8, Ticonderoga cùng tàu sân bay Constellation (CV-64) tung ra 60 phi vụ nhắm vào bốn căn cứ quân sự và các kho dầu. Kết quả các phi vụ tấn công được báo cáo là đã phá hủy 25 tàu phóng lôi, gây hư hại đáng kể các căn cứ và hầu như vô hiệu hóa kho dự trữ dầu. Vì đã phản ứng nhanh chóng và hoạt động tác chiến hiệu quả trong cả ba sự kiện nêu trên, Ticonderoga được tặng thưởng danh hiệu Đơn vị Tuyên dương Hải quân.

### Rút lui
Sau một chuyến đi quay trở lại viếng thăm Nhật Bản trong tháng 9, Ticonderoga quay trở lại các hoạt động thường xuyên tại Biển Đông cho đến khi kết thúc lượt phục vụ vào cuối năm. Chiếc tàu sân bay quay trở về căn cứ tại North Island, California, vào ngày 15 tháng 12 năm 1964. Sau khi nghỉ ngơi sau lượt phục vụ và dịp lễ cuối năm, Ticonderoga đi đến xưởng hải quân Hunter's Point vào ngày 27 tháng 1 năm 1965 bắt đầu một đợt đại tu kéo dài năm tháng. Nó hoàn tất các việc sửa chữa vào tháng 6 và trải qua mùa Hè hoạt động dọc theo bờ biển Nam California. Đến ngày 28 tháng 9, chiếc tàu sân bay hướng ra khơi cho một đợt phục vụ mới tại khu vực Viễn Đông. Nó trải qua một thời gian tại quần đảo Hawaii thực tập sẵn sàng chiến đấu, rồi tiếp tục hướng sang Viễn Đông, đi đến Trạm Dixie vào ngày 5 tháng 11 và ngay lập tức bắt đầu các hoạt động tác chiến.

#### Broken Arrow
Ticonderoga từng bị vướng vào một tai nạn hạt nhân mang mật danh Broken Arrow (mũi tên gảy) khi một máy bay cường kích A-4 Skyhawk thuộc Phi đội VA-56 mang theo một quả bom nguyên tử B43 bị mất tích ngoài khơi bờ biển Nhật Bản vào ngày 5 tháng 12 năm 1965. Cả máy bay, phi công lẫn quả bom đều không được tìm thấy.

### Đợt bố trí 1965-1966

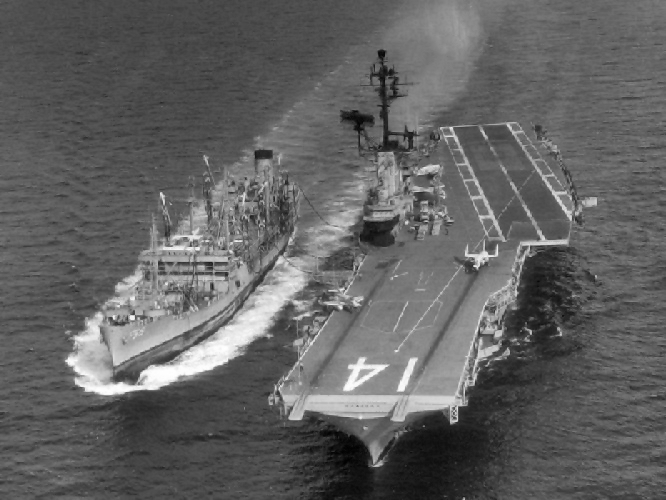
Tàu tiếp dầu đang tiếp nhiên liệu cho Ticonderoga vào ngày 15 tháng 7 năm 1965.

Lượt hoạt động của Ticonderoga vào mùa Đông 1965 và 1966 là đợt đầu tiên trong tổng số bốn lượt phục vụ của nó trong quá trình Hoa Kỳ can dự vào Chiến tranh Việt Nam. Trong sáu tháng tại Viễn Đông, chiếc tàu sân bay đã trải qua tổng cộng 116 ngày hoạt động ngoài khơi bờ biển Việt Nam, phân chia đều thời gian đó giữa hai Trạm Dixie và Trạm Yankee, tương ứng với hoạt động tại khu vực ngoài khơi miền Nam và miền Bắc Việt Nam. Không lực của nó đã ném trên 8.000 tấn vũ khí trong hơn 10.000 phi vụ chiến đấu, với thiệt hại 16 máy bay và 5 phi công. Máy bay của nó đã tấn công các vị trí tại miền Bắc Việt Nam và ngăn chặn con đường tiếp tế vào Nam Việt Nam; đặc biệt, họ báo cáo đã phá hủy 35 cầu, nhiều kho tàng, doanh trại, xe tải, thuyền và toa xe hỏa; gây hư hại đáng kể cho nhà máy nhiệt điện quan trọng của Việt Nam Dân chủ Cộng hòa tại Uông Bí, phía Bắc Hải Phòng. Sau một chặng dừng tại Sasebo, Nhật Bản, từ ngày 25 tháng 4 đến ngày 3 tháng 5 năm 1966, chiếc tàu sân bay lên đường để quay trở về Hoa Kỳ. Vào ngày 13 tháng 5, nó tiến vào cảng San Diego kết thúc lượt phục vụ.

### Đợt bố trí 1966-1967
Sau khi thực hiện các sửa chữa cần thiết, Ticonderoga rời San Diego ngày 9 tháng 7 thực hiện các hoạt động huấn luyện thường trực ngoài khơi Bờ Tây Hoa Kỳ, và tiếp tục công việc này cho đến ngày 15 tháng 10, khi chiếc tàu sân bay rời San Diego hướng đến khu vực Tây Thái Bình Dương ngang qua Hawaii. Nó đi đến Yokosuka vào ngày 30 tháng 10 rồi ở lại đó cho đến ngày 5 tháng 11 khi nó hướng về phía Nam và nghỉ qua đêm tại căn cứ vịnh Subic thuộc Philippines vào ngày 10 và 11 tháng 11. Ticonderoga đi đến vịnh Bắc Bộ vào ngày 13 tháng 11 bắt đầu thực hiện lượt hoạt động thứ nhất trong tổng số ba lượt được thực hiện trong giai đoạn 1966 - 1969. Nó đã thực hiện 11.650 phi vụ chiến đấu, tất cả đều nhắm vào các mục tiêu tại Bắc Việt Nam. Một lần nữa, mục tiêu chủ yếu của nó là hệ thống hậu cần, thông tin liên lạc và vận tải. Do tất cả các nỗ lực được thực hiện cả ngày lẫn đêm để tấn công các mục tiêu đối phương, Ticonderoga và liên đội không quân phối thuộc được tặng thưởng Đơn vị Tuyên dương Hải quân thứ hai. Nó hoàn tất lượt phục vụ vào ngày 27 tháng 4 năm 1967 và quay về Yokosuka, nơi nó lại khởi hành vào ngày 19 tháng 5 để quay về Hoa Kỳ. Mười ngày sau, chiếc tàu sân bay vào cảng San Diego và bắt đầu một kỳ nghỉ kéo dài một tháng. Vào đầu tháng 7, nó đi đến Bremerton, Washington để vào xưởng hải quân Puget Sound thực hiện đợt sửa chữa kéo dài hai tháng. Sau khi hoàn tất, nó rời Bremerton ngày 6 tháng 9 di chuyển về phía Nam để hoạt động huấn luyện ngoài khơi bờ biển Nam California.

### Đợt bố trí 1968
Vào ngày 28 tháng 12 năm 1967, Ticonderoga lên đường thực hiện lượt hoạt động tác chiến thứ ba tại vùng biển ngoài khơi Đông Dương. Chiếc tàu sân bay đến Yokosuka ngày 17 tháng 1 năm 1968, và sau hai ngày tu bổ, nó tiếp tục hành trình đến vịnh Bắc Bộ, nơi nó đến vị trí tác chiến và bắt đầu hoạt động từ ngày 26 tháng 1. Từ tháng 1 đến tháng 7, Ticonderoga hoạt động ngoài khơi bờ biển Việt Nam năm lần với tổng cộng 120 ngày hoạt động tác chiến. Trong thời gian này, liên đội không quân của nó thực hiện trên 13.000 phi vụ chống lại lực lượng Việt Nam Dân chủ Cộng hòa và Mặt trận Dân tộc Giải phóng miền Nam Việt Nam tại miền Nam Việt Nam, hầu hết là ngăn cản sự vận chuyển tiếp liệu quân sự của đối phương. Vào giữa tháng 4, sau một đợt hoạt động, chiếc tàu sân bay thăm viếng cảng Singapore, và sau một đợt đợt tu bổ và tiếp liệu tại căn cứ vịnh Subic, nó quay trở lại hoạt động ngoài khơi Việt Nam. Vào ngày 9 tháng 7, Thiếu tá Hải quân J. B. Nichols ghi được chiến công bắn hạ máy bay MiG đầu tiên của Ticonderoga. Chiếc tàu sân bay quay trở về vịnh Subic để bảo trì vào ngày 25 tháng 7.
Vào ngày 27 tháng 7, nó di chuyển về phía Bắc hướng đến Yokosuka và trải qua một tuần lễ tu bổ và nhận chỉ thị trước khi quay về Hoa Kỳ ngày 7 tháng 8. Ticonderoga về đến San Diego vào ngày 17 tháng 8 và đưa liên đội không lực của nó lên bờ. Vào ngày 22 tháng 8, nó vào xưởng hải quân Long Beach để đại tu. Chiếc tàu sân bay hoàn tất công việc sửa chữa vào ngày 21 tháng 10, tiến hành chạy thử máy trong các ngày 28 và 29 tháng 10, và bắt đầu các hoạt động thường xuyên ngoài khơi San Diego từ đầu tháng 11. Trong thời gian còn lại của năm 1968, nó tiến hành huấn luyện ôn tập và chuẩn nhận tàu sân bay cho liên đội không quân phối thuộc dọc theo bờ biển Nam California.

### Đợt bố trí cuối cùng 1969
Trong tháng đầu tiên của năm 1969, Ticonderoga chuẩn bị cho lượt bố trí tác chiến thứ tư liên tục tại khu vực Đông Nam Á. Vào ngày 1 tháng 2, nó rời San Diego hướng sang Viễn Đông. Sau một chặng dừng ngắn tại Trân Châu Cảng một tuần sau đó, nó tiếp tục hành trình đến Yokosuka và đến nơi vào ngày 20 tháng 2. Chiếc tàu sân bay rời Yokosuka ngày 28 tháng 2 hướng về phía bờ biển Việt Nam, và nó đi đến nơi ngày 4 tháng 3. Trong bốn tháng tiếp theo sau, Ticonderoga hoạt động ngoài khơi Việt Nam, tấn công các con đường tiếp liệu và các mục tiêu khác của đối phương.
Lượt hoạt động của chiếc tàu sân bay tại Việt Nam bị ngắt quãng vào ngày 16 tháng 4 khi nó nhận được lệnh đi lên phía Bắc hướng về phía biển Nhật Bản. Máy bay của Bắc Triều Tiên đã bắn rơi một máy bay trinh sát hải quân Mỹ trong khu vực này, và Ticonderoga được gọi để tăng cường cho lực lượng ứng chiến tại đây. Tuy nhiên, sự căng thẳng trôi qua, và Ticonderoga quay về vịnh Subic ngày 27 tháng 4 để tu bổ. Đến ngày 8 tháng 5, nó rời Philippines quay lại Trạm Yankee tiếp tục các hoạt động tác chiến tại Việt Nam. Trong thời gian hoạt động này, chiếc tàu sân bay từng thăm viếng các cảng Sasebo và Hong Kong.
Chiếc tàu chiến lại hoạt động ngoài khơi Việt Nam từ ngày 26 tháng 6, và trong 37 ngày tiếp theo sau đã thực hiện thành công các phi vụ tấn công mục tiêu đối phương. Sau đó nó gia nhập Lực lượng Đặc nhiệm 71 trong vùng biển Nhật Bản trong suốt thời gian còn lại của lượt phục vụ. Ticonderoga kết thúc lượt bố trí hoạt động rất thành công của nó khi được tặng thưởng danh hiệu Đơn vị Tuyên dương Hải quân lần thứ ba do thành tích đạt được trong lượt này khi nó rời vịnh Subic ngày 4 tháng 9 quay trở về Hoa Kỳ.

### Các hoạt động sau cùng

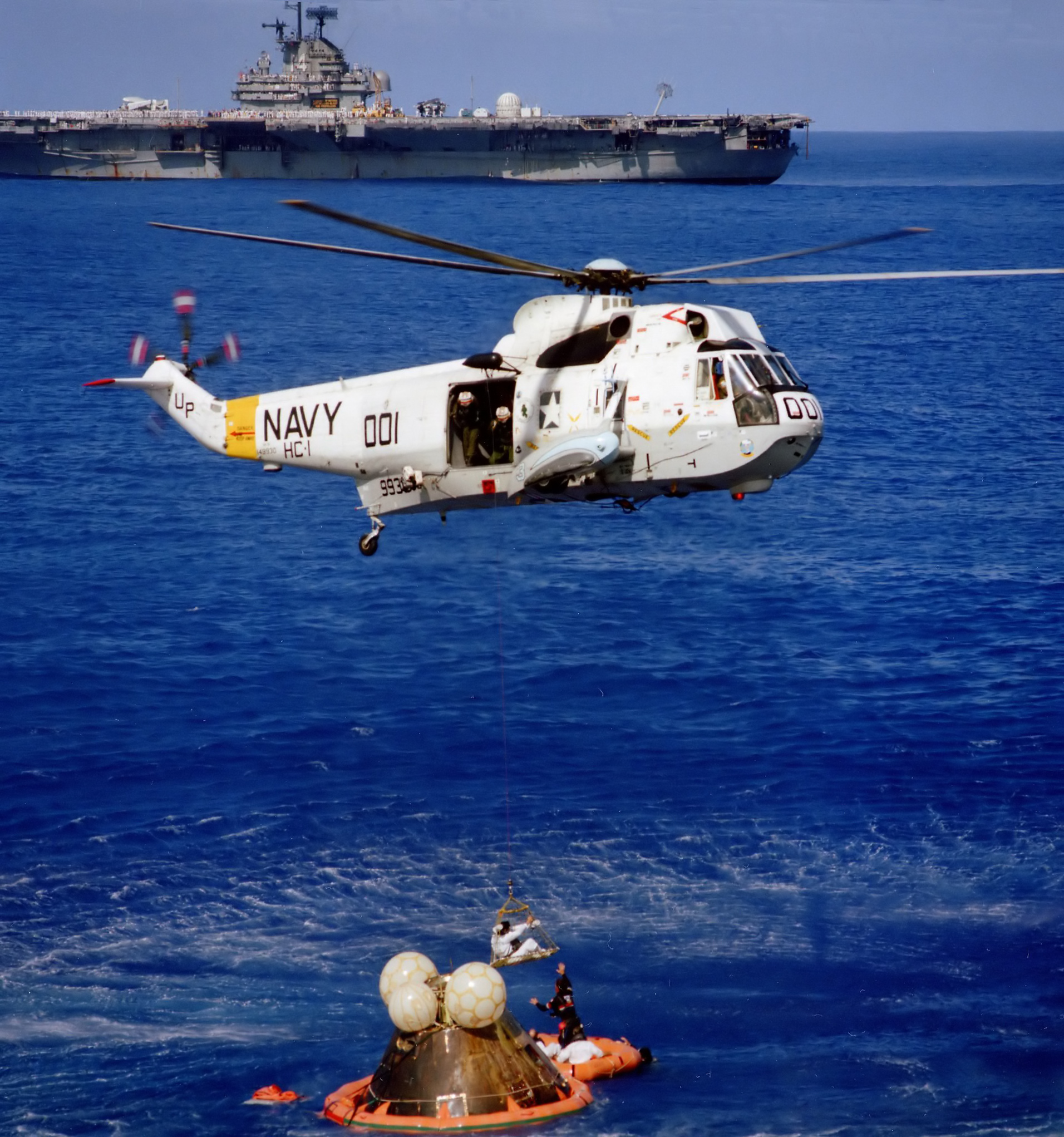
Hoạt động thu hồi Apollo 17.

Ticonderoga về đến San Diego vào ngày 18 tháng 9 năm 1969. Sau gần một tháng nghỉ ngơi, nó di chuyển đến xưởng hải quân Long Beach vào giữa tháng 10 để bắt đầu thực hiện việc cải biến thành một tàu sân bay chống tàu ngầm (ASW). Công việc đại tu và cải biến được bắt đầu vào ngày 20 tháng 10, và Ticonderoga được xếp lại lớp với ký hiệu CVS-14 vào ngày 21 tháng 10. Nó hoàn tất việc đại tu và cải biến vào ngày 28 tháng 5 năm 1970 và bắt đầu tiến hành chạy thử máy ngoài khơi Long Beach đến gần hết tháng 6. Vào ngày 26 tháng 6, chiếc tàu sân bay đi đến cảng nhà mới là San Diego. Trong tháng 7 và tháng 8, Ticonderoga thực hiện huấn luyện ôn tập và chuẩn nhận tàu sân bay cho liên đội không lực mới. Nó hoạt động ngoài khơi bờ biển California suốt thời gian còn lại của năm, và tham gia hai cuộc tập trận HUKASWEX 4-70 vào cuối tháng 10 và COMPUTEX 23-70 từ ngày 30 tháng 11 đến ngày 3 tháng 12.
Trong quãng đời phục vụ còn lại của nó, Ticonderoga được bố trí thêm hai lượt phục vụ tại Viễn Đông. Do nhiệm vụ được phân cho nó đã thay đổi, nó không còn tham gia tác chiến tại Việt Nam. Chúng bao gồm việc thực tập huấn luyện tại biển Nhật Bản cùng các tàu chiến của Lực lượng Phòng vệ biển Nhật Bản. Lượt bố trí thứ nhất còn bao gồm chuyến đi đến Ấn Độ Dương cùng các đơn vị của Hải quân Hoàng gia Thái Lan và chuyến đi ngang qua eo biển Sunda tham gia lễ hội kỷ niệm việc mất hai chiếc tàu chiến USS Houston (CA-30) và HMAS Perth (D29) vào năm 1942.
Giữa hai lượt bố trí, Ticonderoga hoạt động tại khu vực Đông Thái Bình Dương và tham gia vào việc thu hồi tàu vũ trụ chinh phục Mặt Trăng Apollo 16 gần đảo Samoa do Mỹ quản lý vào tháng 4 năm 1972. Lượt bố trí thứ hai diễn ra vào mùa Hè năm 1972, và ngoài các hoạt động thực tập huấn luyện tại biển Nhật Bản, Ticonderoga còn tham gia các hoạt động huấn luyện chống tàu ngầm tại biển Nam Trung Quốc. Mùa Hè năm đó, nó quay về khu vực Đông Thái Bình Dương, và vào tháng 12, tham gia thu hồi chuyến bay Apollo 17 hạ cánh xuống khu vực Samoa. Sau đó chiếc tàu sân bay hướng về San Diego, và nó đến nơi ngày 28 tháng 12. Ngày 22 tháng 6 năm 1973, Ticonderoga còn tham gia thu hồi chuyến bay Skylab 2 hạ cánh gần San Diego.
Ticonderoga tiếp tục hoạt động thêm chín tháng, trước tiên là những hoạt động thường xuyên ngoài khơi San Diego, và sau đó chuẩn bị để được ngừng hoạt động. Ngày 1 tháng 9 năm 1973, chiếc tàu sân bay được cho ngừng hạt động sau khi một đoàn điều tra và khảo sát cho rằng con tàu không còn phù hợp cho việc phục vụ trong hải quân. Tên nó được rút khỏi danh sách Đăng bạ Hải quân vào ngày 16 tháng 11 năm 1973, và nó được bán để tháo dỡ vào ngày 1 tháng 9 năm 1975.

## Phần thưởng
Ticonderoga được tặng thưởng năm Ngôi sao Chiến trận trong Thế Chiến II; và sau đó khi hoạt động trong Chiến tranh Việt Nam nó được tặng thưởng ba lần Đơn vị Tuyên dương Hải quân, một lần Đơn vị Tuyên dương Anh dũng và thêm 12 Ngôi sao Chiến trận khác.
| Bronze star · Bronze star                             |             |                                         |
|                                                       | Silver star |                                         |
|                                                       |             | Bronze star · Bronze star · Bronze star |
| Silver star · Silver star · Bronze star · Bronze star |             |                                         |
|                                                       | Bronze star |                                         |

| Đơn vị Tuyên dương Hải quân với 2 Ngôi sao Chiến trận   | Đơn vị Tuyên dương Hải quân với 2 Ngôi sao Chiến trận                   | Đơn vị Tuyên dương Anh dũng Hải quân                                    | Đơn vị Tuyên dương Anh dũng Hải quân                                |
| Huân chương Chiến dịch Hoa Kỳ                           | Huân chương Chiến dịch Châu Á-Thái Bình Dương với 5 Ngôi sao Chiến trận | Huân chương Chiến dịch Châu Á-Thái Bình Dương với 5 Ngôi sao Chiến trận | Huân chương Chiến thắng Thế Chiến II                                |
| Huân chương Phục vụ Chiếm đóng Hải quân                 | Huân chương Phục vụ Phòng vệ Quốc gia                                   | Huân chương Phục vụ Phòng vệ Quốc gia                                   | Huân chương Viễn chinh Lực lượng Vũ trang với 3 Ngôi sao Chiến trận |
| Huân chương Phục vụ Việt Nam với 12 Ngôi sao Chiến trận | Huân chương Phục vụ Phòng thủ Triều Tiên                                | Huân chương Phục vụ Phòng thủ Triều Tiên                                | Đơn vị Tuyên dương Tổng thống Philippine                            |
| Huân chương Anh Dũng Bội Tinh (Việt Nam Cộng Hòa)       | Huân chương Giải phóng Philippine với 1 Ngôi sao Chiến trận             | Huân chương Giải phóng Philippine với 1 Ngôi sao Chiến trận             | Huân chương Chiến dịch Bội Tinh (Việt Nam Cộng Hòa)                 |